# Stéphan Archinard
Pour les articles homonymes, voir Archinard.
Stéphan Archinard est un acteur, dramaturge, scénariste et réalisateur français.

## Filmographie

### Longs métrages
- 2009 : La Mère patrie[1] de lui-même et Laurent Chevallier (scénariste et réalisateur)
- 2013 : Amitiés sincères de lui-même et François Prévôt-Leygonie (scénariste et réalisateur)
- 2016 : Tout schuss de lui-même et François Prévôt-Leygonie
- 2018 : Monsieur je-sais-tout de lui-même et François Prévôt-Leygonie
- 2025 : Vacances forcées de lui-même et François Prévôt-Leygonie

### Courts métrages
- 1995 : En garde, monsieur ! de Didier Fontan (acteur)
- 1995 : Le Ticket de Lionel Delplanque (acteur)
- 1998 : Le Poète que je préfère de Christel Delahaye (acteur)
- 1998 : Les Petits Rêves d'Éric Bitoun (acteur)
- 1999 : Du plomb dans le museau ! de Laurent Chevallier (scénariste et acteur)
- 2002 : Crash Test de Stephan Archinard (scénariste, réalisateur et acteur)
- 2002 : Pas le jour de mon mini-golf, connard ! de Laurent Chevallier (scénariste et acteur)
- 2005 : Le Plus beau jour de sa vie de Stéphan Archinard et Laurent Chevallier (scénariste, réalisateur et acteur)

## Théâtre
- 1997 : Cafardnaum[1] de [Qui ?] au théâtre Grévin (scénariste)
- 2006 : Amitiés sincères de Stéphan Archinard et François Prévôt-Leygonie au théâtre Edouard VII (scénariste)
- 2018 : Les Inséparables de Stephan Archinard et François Prévôt-Leygonie, mise en scène Ladislas Chollat, Théâtre Hébertot

## Distinctions

### Récompense
- Trophée du premier scénario au Centre national de la cinématographie 2005[1] pour La Mère patrie
- Coup de cœur du Public au Festival du film du Croisic 2012[2] pour Amitiés sincères

### Nominations
- Hublot d'Or de la Meilleure adaptation au Festival du film du Croisic 2012 pour Amitiés sincères
- Prix Jeune Public de la Meilleure adaptation au Festival du film du Croisic 2012 pour Amitiés sincères
- Prix Claude Chabrol au Festival du film du Croisic 2012 pour Amitiés sincères